# Chiesa di Santo Stefano (Bergoglio)
La chiesa di Santo Stefano di Bergoglio fu un luogo di culto cattolico dell'antico borgo della città di Alessandria sulla sponda sinistra del fiume Tanaro. Bergoglio ebbe due differenti sviluppi urbanistici, l'uno, più antico e verso le colline adiacenti alla città di Alessandria, sostituito dall'altro, successivo e posto più a valle sulla sponda del Tanaro, in fronte ad Alessandria. La dicotomia urbanistica che ne scaturì si rilesse anche sugli edifici di culto e quindi sulla chiesa di santo Stefano, che vide l'avvicendamento di due distinte fabbriche. Il convento annesso alla chiesa ospitò dalla fine del XII secolo i membri dell'ordine dei servi di Maria che vi rimasero fino alla prima metà del XVIII secolo.
In base agli accordi stipulati all'indomani del Trattato di Utrecht, Alessandria e Bergoglio, da secoli parte del ducato di Milano, vennero assorbiti dal regno di Sardegna. Con questo passaggio l'area della città di Alessandria fu interessata da un ampio e profondo mutamento del riassetto strategico-militare. Vittorio Amedeo II di Savoia, tra le numerose iniziative, volle la costruzione di una nuova cittadella militare e questo interamente a scapito dell'intero Bergoglio che, a partire dalla primavera del 1728, fu integralmente raso al suolo. La chiesa e il convento di santo Stefano furono i primi edifici di culto ad essere abbattuti, l'8 giugno 1728.

## Storia

### Contesto storico geografico
Molti storici, tra cui Tristano Calco, Girolamo Ghilini, Giuseppe Antonio Chenna, Guglielmo Schiavina e Francesco Gasparolo sono pressoché unanimi nel considerare Bergoglio esistente già prima della fondazione di Alessandria: «[...] Questo luogo, dunque, avanti che Alessandria fosse fabbricata, si vedeva nella pianura della vicina collina fuori della porta dalla quale si cammina per Valenza [...]»
Un "primo" Bergoglio era, con molta probabilità, collocato geograficamente ai piedi della collina sulla strada di Valenza. Vi sono alcuni passaggi nel Codex Statutorum, di cui si tratterà in seguito, che determinato, seppur con poca precisione, la collocazione geografica del primo Bergoglio, anteriormente al 1071: «Ordiniamo che venga rifatta ed ampliata la via che passa per il Borgo vecchio di Borgoglio e per la Valle di Paolo, fino alla via che va dalla Valle, fino al pezzo di Vigna di Pietro»; ancora «sia rifatta ed allargata la via vecchia di Borgoglio fino alla Valle di Paolo»; e ancora «questo sobborgo o quartiere era anticamente localizzato ai piedi della Collina nel luogo attualmente denominato gli Altieni».

### Prima chiesa
È dunque in questo contesto geografico, nell'area sub-collinare nei pressi della "valle di Paolo", denominata successivamente Valle San Bartolomeo, che fu edificata la prima chiesa intitolata a santo Stefano. Con la fondazione di Alessandria, nel 1168, i bergogliesi - che insieme agli abitanti di Marengo e Gamondio per primi concorsero alla nascita della città - decisero di muovere il borgo più vicino al fiume Tanaro, divenendo fisicamente parte integrante della civitas nova. Anche la "prima" chiesa di santo Stefano, dunque, seguì le stesse sorti e fu così costruito una secondo edificio di culto nel "secondo" Bergoglio.
La città di Alessandria si formò in un primo momento dall'unione demica di Gamondium (Gamondio), Marenghum (Marengo) e Bergolium (Bergoglio). Questo si evince nel testo dei reclami contro Cremona del 1184 dell'imperatore Federico, in cui si indicano i promotori e autori della fondazione della nuova città: «de tribus locis, Gamunde vicelicet et Meringin et Burgul». Non è descritto il nome del luogo dell'incontro, anche se pare già indicato con una certa precisione nella specificazione del sito sul Tanaro, dove il trasferimento fu più breve: Bergoglio.
Ai tre luoghi citati si aggiunsero in seguito  Roboretum (Rovereto), Solerium (Solero), Forum (Villa del Foro), Vuilije (Oviglio) e Quargnentum (Quargnento). In questo le popolazioni furono supportate, economicamente, dalla "Superba" e dai comuni della Lega Lombarda in contrasto con il marchesato del Monferrato, principale alleato di Federico Barbarossa.

### Seconda chiesa
Il 22 settembre 1179 vengono redatte, per la prima volta dalla fondazione della civitas nova, le "Consuetudini", documento che afferma l'autonomia identitaria della città di Alessandria. I quattro borghi che hanno contribuito alla fondazione, hanno diritto di mantenere i propri privilegi antecedenti la nuova fondazione; ognuno dei quattro borghi si impegna a erigere sul proprio territorio una chiesa dedicata al patrono di riferimento che già era oggetto di venerazione. Dunque, tra il 1170 e il 1178, vengono erette a Bergoglio le prime tre chiese: il priorato benedettino di san Pietro, la collegiata di sancta Maria Ad Nives e, appunto, la chiesa di santo Stefano.
L'edificio, situato sulla piazza omonima e di fronte al palazzo appartenente alla famiglia Guasco, era delimitato a ovest dalla contrada Maestra e a est da un'altra contrada, mentre a sud confinava con l'abitazione di Annibale Guasco che si affacciava sulla piazza d'Armi. Santo Stefano, probabilmente governata da un rettore e da altri chierici, era una chiesa parrocchiale, «majori ecclesiæ Alexandriæ immediate subdita», immediatamente sottoposta alla chiesa maggiore di Alessandria; fu infatti dal vescovo di Alessandria eletto Ottone assegnata con altre al capitolo della cattedrale di San Pietro. Di questo si ha notizia grazie ad un documento del 18 luglio 1180, una littera de gratia di papa Alessandro III redatta a Tusculum, ove si confermano le dignità del capitolo della cattedrale e le chiese ad esso riservate: «[...] Dilectis filiis nostris Magistro Hugoni preposituram, Magistro Cataldo archipresbiteratum et Magistro P. canturiam provvida deliberatione concedens ratam habemus et singulis predictas dignitates auctoritate apostolica confirmamus preterea ecclesias usibus vestris filii canonici deputatas, scilicet sancte marie de gamundio, sancti dalmatii de maringo, sancti michaelis de soleriis, sancti stephani de bergolio, sancte trinitatis de uvilia, sancti andree de rovorej et sancti augustini de foro, vobis nihilhominus duximus presentibus litteris confirmandas. [...]».

### L'arrivo dei padri Serviti
I Servi di Maria furono accolti ad Alessandria nell'anno 1280 e si insediarono nel quartiere di Bergoglio in una casa vicina alla porta del ponte del Tanaro. Successivamente ottennero una piccola chiesa sotto il titolo di san Bernardo, che sempre il Ghilini, insieme ad Arcangelo Giani nei suoi annali dell'ordine, sostiene fosse stata ceduta loro da una confraternita; tuttavia, questa fu istituita solo intorno all'anno 1458.
Nutrirono la speranza di stabilirsi meglio quando, il 25 febbraio 1287, la gentildonna Marzia Gallina donò loro un terreno adiacente alla chiesa di santo Stefano, in modo che potessero erigere un convento dalle fondamenta e gestire la parrocchia, completamente liberi dalla giurisdizione del parroco che l'Archidiacono aveva fino ad allora detenuto, e celebrare i divini offici secondo le regole del loro ordine. Nell'anno 1295 i parrocchiani pregarono l'arcidiacono e il capitolo della cattedrale di concederla ai Serviti con gli edifici annessi e i terreni ad essa appartenenti, per erigervi un convento del loro ordine, officiarla e servire alla parrocchia; e l'arcidiacono Ascherio, di consenso del capitolo, gliela concesse nella persona di certo padre Percivallo, priore provinciale, sotto alcune condizioni:
La richiesta fu concessa al priore provinciale F. Prinzivallo e Enrico Teutonico, suo collega della provincia cisalpina, i quali, insieme ad altri confratelli principalmente fiorentini, erano stati inviati qui dal priore generale Lottaringo da Firenze, sotto certe condizioni specificate nell'atto di donazione, celebrato il 7 luglio 1295:
- di non scambiarla, né alienarla, o sottometterla ad altro ordine, né i beni di essa senza il consenso e l'autorità dell'arcidiacono e del capitolo;
- di prestare riverenza allo stesso arcidiacono e capitolo jure parochiæ;
- di ricevere dall'arcidiacono la cura delle anime ogni volta che si facesse elezione di un nuovo priore generale dell'ordine;
- di mandare almeno due o tre religiosi alla cattedrale per i divini uffici nelle solennità del sabato santo, di Pentecoste e nel giorno di San Pietro, sotto pena di una libbra di cera

Così, in quel luogo, sotto la guida del primo priore Sosteneo da Fiorenza, i serviti intrapresero gradualmente la costruzione del monastero, sostenuti dalla generosità di molti.

#### I Guasco benefattori dell'ordine
Tra le famiglie più illustri di Alessandria, che sostennero con pia generosità, spiccò la famiglia Guasco, che nei successivi anni fu dichiarata dal priore generale Pietro da Todi, insieme ad altri padri riuniti in Capitolo Generale, "fondatrice del monastero alessandrino" e ammessa alla partecipazione di tutti i beni spirituali dell'ordine servita.
Il primo Guasco che si distinse fu Giovannino (*? †1295) - cavaliere aurato, fratello del pater patriæ Uberto Guasco e uomo profondamente religioso - concorse all'introduzione in città dell'Ordine e il 18 gennaio 1295 si impegnò a sostenere finanziariamente i religiosi in perpetuo, offrendo loro anche una pensione annua di 200 ducati d'oro. Vi fu poi Bonifazio (*? †post 1319), di cui Girolamo Ghilini parla più volte nell'anno 1304 e negli anni successivi. Il 15 novembre 1300, Francesco Canefri, vicario del Papa, e due arcivescovi e tre vescovi, concessero certe indulgenze a chi avesse visitato questa chiesa in alcune solennità dell'anno: «[...] ad fabricam, luminaria, ornamenta, sive ad aliqua alia necessaria eidem ecclesiæ manus porrexerint adjutrices, vel quodcumque facultatum suarum legaverint, miserint, donaverint, vel procuraverint [...]».; aggiunsero espressamente: «[...] & si qui Deo devote, & pie oraverint pro Bonifacio de Alice de Guaschis, & pro vivis, & mortuis suis, qui hanc gratiam indulgentiæ acquisiverint, eamdem supradictam indulgentiam consequentur[...]».
In seguito, i Guasco continuarono a mostrare affetto e generosità verso l'ordine servita e questa loro chiesa, e tra gli altri, Annibale Guasco, noto nel mondo letterario per le sue opere, nel suo testamento del 16 marzo 1616, lasciò al convento la sua libreria. Ulteriori testimonianze furono date da Cristoforo Guasco e Francesco Ottavio Guasco nei loro testamenti del 15 novembre 1624 e 30 settembre 1667.

### Chiesa della Madonna delle Grazie
Una chiesa fu costruita dalle famiglie Panza e Mantelli nella valle di Astigliano vicino alla collina di Alessandria nel 1458, dedicata alla Madonna delle Grazie, da cui poi la valle prese il nome. Questa fu ceduta ai padri serviti, e il vescovo Marco Cattaneo de' Capitaneis la eresse in priorato nel 1478, e attraverso un religioso dell'ordine era gestita quella parte della parrocchia di santo Stefano che si estendeva in quella valle, fuori dalle mura di Bergoglio.
In seguito alla bolla di papa Innocenzo X del 15 ottobre 1624, per la soppressione dei piccoli conventi, fu soppresso anche quello della Madonna delle Grazie; e poiché il papa aveva anche ordinato che i vescovi convertissero i beni dei conventi soppressi in qualche uso pio, dopo averne detratti i pesi, il vicario generale della diocesi ne prese possesso. I serviti però ne rivendicarono i diritti, come dipendenza del convento di santo Stefano, tramite lettere della congregazione dei vescovi e regolari del 15 dicembre 1653.

### Demolizione
Come già scritto, la costruzione della nuova cittadella - a spese dello stesso quartiere di Bergoglio - costrinse fin dal principio i padri serviti a lasciare il borgo e abbandonare la chiesa, il convento e la loro parrocchia, trasferendosi in città. A titolo di indennizzo i padri serviti ricevettero dalla regia camera una somma di trentamila lire piemontesi che furono subito utilizzate, con un atto del 25 maggio 1728, per l'acquisto di una casa in città. Terminarono di officiare nella vecchia chiesa di Bergoglio il 7 giugno 1728 e si trasferirono in città nella casa acquistata, dove prepararono una chiesetta provvisoria, benedetta il 7 settembre dello stesso anno dal vescovo Carlo Vincenzo Maria Ferrero Thaon.
La chiesa e il convento di santo Stefano furono i primi edifici di culto ad essere abbattuti a partire dall'8 giugno 1728. In seguito, nel 1741, fu ottenuta l'autorizzazione a costruire una nuova chiesa, con la posa della prima pietra il 27 luglio 1742.

## Descrizione
La chiesa di Santo Stefano si componeva di una navata principale affiancata da due navate laterali. Conforme alle stime regie del 22 maggio 1728, l'edificio presentava diverse cappelle e ospitava trentaquattro tombe, molte delle quali appartenenti alla famiglia Guasco. L'edificio includeva tredici altari "a mensa", di cui undici decorati con stucco, e beneficiava di numerosi paramenti sacri donati sempre dalla famiglia Guasco.
Le volte della chiesa e del convento erano adornate con gli stemmi della famiglia Guasco, rappresentati in varie forme artistiche. I pavimenti erano realizzati con piastrelle finemente lavorate e un imponente portale, incorniciato da una doppia collana di mattoni, si apriva verso la contrada Maestra. La struttura conventuale includeva diverse scalinate, tra cui una principale con pianerottoli, una laterale in mattoni simile nella forma e posizione al portale principale, una scala di servizio vicina alla sagrestia e un'altra che portava alla dispensa. Altre scalinate in mattoni conducevano alle abitazioni dei padri, integrate nel complesso conventuale. Le valutazioni citavano anche la presenza di «17 cappe e teste di fornelli» e due «due pozzi d'acqua viva con pietra», uno situato nella corte civile e l'altro in quella rustica.

### Esplicative
1. ↑  Dall'VIII/IX secolo agli inizi del XII secolo. Risalgono al IX secolo le prime fonti documentate dell'esistenza degli insediamenti che formeranno poi Alessandria (cfr. Gianfranco Calorio, p. 26), e tra questi è citato anche Bergoglio. Secondo la Chronica Aquensis (cfr. Monumenta Aquensia, p. 144) del domenicano Iacopo d'Acqui (cfr. Paolo Chiesa) si evince che Bergoglio seguisse il rito ambrosiano e che l'arcivescovato di Milano vi vantasse una qualche giurisdizione temporale: Verum est quod Bergolium quantum ad officium sequitur ritum Ecclesiae Ambroxianae, solum quantum ad Ecclesiam principalem, quia Bergolium fuit de Diocesi Mediolanensi. Il borgo era fortificato con alcune torri e già con edifici religiosi come, appunto, una chiesa dedicata a santo Stefano tra le altre presenti.
2. ↑  Dal XII secolo sino al 1728.
3. ↑  Nei primi vent'anni della sua storia la città presenta nelle fonti quattro diverse denominazioni: Alessandria, Cesarea, Palea, Rovereto, oltre alla designazione generica, abbastanza frequente, di civitas nova o nova civitas, ed alla più rara designazione di urbs nova. (cfr. Geo Pistarino, p. 15). Il nome Cesarea venne imposto dall'imperatore Federico nella Reconciliatio Cæsareæ del 1183 (cfr. Monumenta Germaniæ Historica, pp. 181-182), che ben presto venne abbandonato dagli stessi abitanti come un elemento estraneo alla loro coscienza ed individualità collettiva (cfr. Geo Pistarino, p. 15).
4. ↑  A titolo esemplificativo Marengo era il solo borgo ad avere diritto di pascolo e di poter raccogliere legna all'interno del bosco della Fraschetta. Il testo originale delle Consuetudini è andato perduto, ma se ne ha nota nel 1538 nel verbale di un Consiglio della Città. In quell'anno si volle ricostruire il testo che poi venne dato alle stampe e raccolto in appendice al Codex Statutorum Magnifice Communitatis, atque Dioecæsis Alexandrinæ (cfr. Codex Statutorum).
5. ↑  Siamo agli inizi della storia di Alessandria ma si può affermare con ragionevole certezza che la chiesa (cattedrale) di San Pietro fosse una chiesa matrice, quindi plebana e battesimale, cui spettava il tributo parrocchiale sulle decime di tutta la curia alessandrina. Questa "matricità" era diocesana, intesa su tutte le chiese della diocesi, ma in particolare su sette che si definivano "aggregate" ad essa, una per ciascuno dei luoghi che concorsero alla fondazione di Alessandria: Sant’Andrea di Rovereto, San Dalmazio di Marengo, Santa Maria di Gamondio, la Trinità di Oviglio, Sant’Agostino del Foro, San Michele di Solero, Santo Stefano di Bergoglio.
6. ↑  Il nobile e influente Bonifazio Guasco si distinse per il suo sostegno a Roberto d'Angiò durante la conquista di Alessandria. Come riconoscimento, il re di Napoli lo nominò Cavaliere aurato al suo ingresso solenne nella città nell'agosto del 1310. Nonostante la sua lealtà verso Roberto d'Angiò, Bonifazio non trascurò mai i suoi doveri di cittadino verso la sua città. Quando Ugo del Balzo, luogotenente del re, abusò del suo potere cercando di sottomettere la città, Guasco si unì a Tomaso Dal Pozzo per protestare contro di lui intimandogli di lasciare Alessandria. Così Del Balzo fu costretto a rifugiarsi ad Asti. Successivamente, nel 1316, Guasco fu designato podestà di Milano da Matteo Visconti, il cui partito aveva sostenuto vigorosamente. Tuttavia, quando si accorse che Visconti stava alimentando le tensioni anziché favorire la pace, proteggendo la fazione ghibellina, Guasco, un fedele guelfo e a capo di quella parte, si schierò contro di lui. Dopo aver concluso il suo mandato come podestà di Milano nel 1319, Guasco fece ritorno ad Alessandria e contribuì a mantenere l'ordine contrastando i disordini causati dai ghibellini. Il 27 marzo 1304, Guasco vendette una quarta parte del luogo e della giurisdizione di Sezzè a Pagano Firuffini Calcamuggi, figlio del patrizio alessandrino Pietro. Questo territorio gli era stato concesso come feudo dal marchese del Monferrato alcuni anni prima. Verso la metà del 1314, Guasco acquistò il castello e la terra di Conzano dalla città di Alessandria, ottenendo l'infeudazione da Roberto (cfr. Francesco Guasco di Bisio, tav. III).
7. ↑  In italiano: "[...] Per la costruzione, per le illuminazioni, per gli ornamenti, o per qualsiasi altra necessità della stessa chiesa, abbiano offerto il loro aiuto, o abbiano lasciato in eredità, inviato, donato o procurato qualsiasi risorsa delle loro facoltà".
8. ↑  In italiano: [...] e se alcuni, devotamente e con pietà, pregheranno Dio per Bonifacio di Alice dei Guasco e per i suoi vivi e defunti, che avranno ottenuto questa grazia dell'indulgenza, conseguiranno la stessa indulgenza sopracitata."

### Bibliografiche
1. ↑  Girolamo Ghilini, p. 335.
2. ↑  Gianfranco Calorio, p. 26.
3. ↑  Cfr.: Origini: il "primo" Bergoglio.
4. 1 2 3 4  Giuseppe Antonio Chenna, III, p. 213.
5. ↑  Geo Pistarino, p. 14.
6. ↑  Testo originale in: Liber Crucis.
7. ↑  Girolamo Ghilini, p..
8. ↑  Guglielmo Schiavina, p. 141.
9. ↑  Giuseppe Antonio Chenna, III, p. 212.
10. ↑  Girolamo Ghilini, p. 46.
11. ↑  Arcangelo Giani, p. 178. Per Giani l'anno della donazione è il 1280.
12. 1 2  Arcangelo Giani, p. 178.
13. ↑  Giuseppe Antonio Chenna, III, pp. 213-214.
14. ↑  Francesco Guasco di Bisio, tav. III.
15. ↑  Girolamo Ghilini, p. 58.
16. ↑  Giuseppe Antonio Chenna, III, p. 215.
17. ↑  Giuseppe Antonio Chenna, p. 216.
18. ↑  Giuseppe Antonio Chenna, p. 217.
19. ↑  Gianfranco Calorio, p. 159.
20. ↑  Gianfranco Calorio, p. 158.

### Fondi, archivistica
- (LA) Liber Crucis, in ASAl, ASCAl, Serie IV, 4302, ff. 55v-56r.

### Codici
- (LA) Francesco Moscheni & F.lli, Codex statutorum magnifice communitatis atque diœcæsis Alexandrinæ, Alessandria, 1547.
- (LA) Giovanni Battista Moriondo, Monumenta Aquensia, Torino, Tipografia Regia, 1790.
- (LA) Georg Heinrich Pertz (a cura di), Reconciliatio Cæsareæ, in Monumenta Germaniæ Historica, II, Hannover, 1837.

### Genealogica, araldica
- Francesco Guasco di Bisio, Famiglia Guasco di Alessandria, in Tavole genealogiche di famiglie nobili alessandrine e monferrine dal secolo IX al XX, vol. 1, Casale, Tipografia Cooperativa Bellatore, Bosco & C., 1924.

### Storica, annalistica, trattatistica
- Girolamo Ghilini, Annali di Alessandria, Milano, Gioseffo Marelli, 1666.
- (LA) Arcangelo Giani, Annalium Sacri Ordinis Fratrum Servorum B. Mariæ Virginis. A sua Institutionis exordio. Centuriæ quatuor, Tomus Primus, Editio secunda cum additionibus et castigationibus variis opera. Aloysii Mariæ Garbu de Florentia, Lucca, Typis Marescandoli, 1719.
- Giuseppe Antonio Chenna, Del Vescovato de' Vescovi e delle Chiese della Città e Diocesi d'Alessandria, Alessandria, Ignazio Vimercati Stampatore, 1786.
- Carlo A-Valle, Storia di Alessandria dall'origine ai nostri giorni, vol. 1, Torino, Tipografia fratelli Falletti, 1853.
- Carlo A-Valle, Storia di Alessandria dall'origine ai nostri giorni, vol. 2, Torino, Tipografia fratelli Falletti, 1853.
- Carlo A-Valle, Storia di Alessandria dall'origine ai nostri giorni, vol. 3, Torino, Tipografia fratelli Falletti, 1854.
- Carlo A-Valle, Storia di Alessandria dall'origine ai nostri giorni, vol. 4, Torino, Tipografia fratelli Falletti, 1855.
- Guglielmo Schiavina, Annali di Alessandria, a cura di Carlo A-Valle, Alessandria, Barnabè e Borsalino, 1861.
- Biagio Gho, Cenni Storici sull'Antico Borgoglio di Alessandria, Torino, Tipografia Reano, Bossuto & C., 1926.
- Carlenrica Spantigati (a cura di), La cattedrale di Alessandria, Giulio Ieni, Maria Grazia Vinardi, Susanna Maglietta, Giulio Massobrio, Agata Barberis, Alessandria, Cassa di Risparmio di Alessandria, 1988.
- Gianfranco Calorio, Bergolium: il Territorio e l'Abitato, vol. 1, Castelnuovo Scrivia, Casa Editrice Favolarevia, 2000.

### Biografica
- Paolo Chiesa, Iacopo da Acqui, in Dizionario biografico degli italiani, vol. 62, Roma, Istituto dell'Enciclopedia Italiana, 2004. URL consultato il 3 gennaio 2022.

### Ricerche, studi, convegni, pubblicazioni
- Geo Pistarino, La doppia fondazione di Alessandria (1168, 1183) (PDF), in Rivista di Storia Arte Archeologia per le provincie di Alessandria e Asti, volume unico, Alessandria, Società di Storia Arte Archeologia - Accademia degli Immobili, 1997,  pp. 5-36. URL consultato l'11 giugno 2016.